# Chionopappus
Chionopappuses un género monotípico de plantas fanerógamas perteneciente a la familia de las asteráceas. Su única especie: Chionopappus benthamii, Es originario de Sudamérica.

## Descripción
Es un subarbusto que se encuentra en las lomas y laderas escarpadas, a una altitud de 500 a 2000 metros,  en los departamentos de Ancash, Cajamarca, La Libertad y Lima de Perú.

## Taxonomía
Chionopappus benthamii fue descrita por Sidney Fay Blake y publicado en Journal of the Washington Academy of Sciences 25: 492. 1935.